# Museo storico nazionale dell'Argentina
Il Museo storico nazionale dell'Argentina (in spagnolo: Museo Histórico Nacional) è un ente museale pubblico situato nella capitale, Buenos Aires. Ospita al suo interno cimeli della storia nazionale, focalizzandosi particolarmente sulla Rivoluzione di Maggio e sulla guerra d'indipendenza argentina.

## Storia
Fu istituito come Museo Histórico de la Capital dal sindaco della città Francisco Seeber il 24 maggio 1889 su proposta dello storico Adolfo Carranza, che ne divenne il primo direttore. La prima sede del museo era situata al 3951 di Avenida Santa Fe. Nel 1897 il museo fu trasferito nella sede attuale, una dimora costruita nel 1846. Assunse la denominazione odierna nel 1922. Nel 1997 il museo ed il limitrofo Parco Lezama furono dichiarati monumenti nazionali.

## Descrizione
Il museo ospita al suo interno oltre 50.000 reperti storici concernenti la storia del paese, dalle culture precolombiane presenti in Argentina alla rivoluzione del 1810 sino alla guerra d'indipendenza. Tra i pezzi più importanti esposti figurano una bandiera dell'esercito di Manuel Belgrano del 1812 e la sciabola del generale José de San Martín. Il museo ospita una collezione di quadri di pittori argentini, tra i quali spicca il nome di Cándido López.